# Abu Nuvas
Abu Nuvas (polno ime Hasan Ibn Hani Abu Nuvas), arabski pesnik, * 762, † 814.
Bil je dvorni pesnik kalifa Haruna Al Rašida v Bagdadu. Zaradi slikovitega opevanja vina so ga imenovali pesnik vina. Ustvaril je novo arabsko dvorno ljubezensko liriko. Pisal je tudi elegije in satire. Njegova dela so zbrana v Divanu Abu Nuvasa. Pojavlja se tudi v knjigi Tisoč in ena noč.

## Zgodnje življenje in delo
Abu Nuvas svojega očeta Hānīja ni nikdar poznal. Oče je bil Arabec, potomec plemena Banu Hakam iz Jizanija in vojak v vojski Marwana II. Mati Jullaban je bila Perzijka in se je ukvarjala s tkalstvom. Biografije se razhajajo glede njegovega datuma rojstva, gibljejo pa se med letoma 747 in 762. Nekateri viri pravijo, da se je rodil v Basri, drugi pa poročajo, da je bil rojen v Damasku, Busri ali Ahwazu. Njegovo polno ime je bilo al-Hasan ibn Hani al-Hakami, Abu Nuvas pa je bil vzdevek. Poimenovanje ''Oče ključev za lase'' se je nanašalo na dva dolga stranska žebljička, ki sta visela iz las do njegovih ramen.
Ismail bin Nubakht je o njem zapisal: »Nikoli nisem videl človeka z obsežnejšim znanjem, kot je bil Abu Nuvas, niti kogarkoli drugega, ki bi imel tako bogato opremljen spomin, a hkrati tako malo knjig. Po njegovi smrti smo preiskali njegovo hišo in našli samo eno naslovnico s papirji, na katerih so bili zapisani redki izrazi in slovnična opažanja.«

## Izgnanstvo in zapor
Abu Nuvas je bil prisiljen za nekaj časa pobegniti v Egipt, potem ko je napisal elegično pesem, ki je hvalila elitno močno perzijsko politično družino Barmakis, ki jo je kalif Harun al-Rašid pobil. Leta 809 se je po kalifovi smrti vrnil v Bagdad. Takrat je prišlo tudi do vzpona dvaindvajsetletnega kalifovega sina Muhameda al-Amina, ki je bil Abu Nuvasov nekdanji učenec, kar je zanj predstavljalo veliko srečo. Večina raziskovalcev verjame, da je Abu Nuvas večino svojih pesmi napisal prav v času vladavine al-Amina (809-813), med drugim tudi svojo najbolj znano kraljevo pesem (imenovano kasida), ki jo je napisal v vladarjevo slavo.
»Po mnenju kritikov svojega časa je veljal za največjega pesnika v islamskem svetu,« je zapisal F. F. Arbuthnot v svojem delu o arabskih avtorjih. Njegov sodobnik Abu Hatim al Mekki je zapisal, da so najgloblji pomeni misli bili skriti pod zemljo, dokler jih Abu Nuvas ni izkopal.
Kljub temu se je Abu Nuvas zaradi svojih pijanskih in promiskuitetnih podvigov znašel v zaporu, saj je celo al-Amin izgubil potrpljenje z njim. Leta 813 je al-Amina zrušil in ubil njegov puritanski brat Al-Ma'mun, ki ni imel tolerance do Abu Nuvasa.
Nekateri raziskovalci menijo, da je strah pred zaporom povzročil, da se je Abu Nuvas odrekel svojemu staremu načinu življenja in postal globoko religiozen, drugi pa verjamejo, da so bile njegove poznejše pesmi napisane v upanju, da se bo prikupil novemu kalifu. Glede na zapise je al-Ma'munov pomočnik Zonbor pesnika v času pijanosti prevaral in ga prepričal, da je napisal satiro o Aliju, četrtemu kalifu in zetu preroka Mohameda. Zonbor je pesem namerno glasno prebral v javnosti in s tem zagotovil Abu Nuvasovo zaprtje. Ta je (po različnih poročilih biografov) pozneje umrl v zaporu ali bil zastrupljen s strani Ismaila bin Abu Sehla ali oboje.

## Zapuščina
Abu Nuvas velja za enega izmed velikanov klasične arabske književnosti. Vplival je na številne poznejše pisce, med drugim tudi na perzijska pesnika Omarja Hajama in Hafisa. Hedonistična karikatura Abu Nuvasa se večkrat pojavi v Tisoč in eni noči. Med najbolj znane pesmi sodijo tiste, ki se posmehujejo staroarabski nostalgiji in življenju beduinov ter navdušeno hvalijo sodobno živahno življenje v Bagdadu. Spada med ustvarjalce, ki so izumili novo literarno obliko, imenovano mu‘ammā (dobesedno v prevodu zaslepljenost ali zakritost), uganko, ki se reši s kombiniranjem sestavnih črk besede ali imena. Označen je kot glavni predstavnik pisanja te oblike.
Njegovo svobodno izražanje, zlasti v zadevah, ki jih islamske norme prepovedujejo, še naprej vznemirja cenzorje. Do zgodnjih let dvajsetega stoletja so njegova dela prosto krožila, leta 1932 pa so v Kairu izdali prvo sodobno cenzurirano izdajo njegovih del. Januarja 2001 je egiptovsko ministrstvo za kulturo odredilo sežig okoli 6000 izvodov Abu Nuvasovih homoerotičnih poezij. Vsaka omemba pederastije je bila izpuščena iz vpisa o njem v Savdsko globalno arabsko enciklopedijo.
Leta 1976 so enega izmed kraterjev na planetu Merkur poimenovali v njegovo čast.
Abu Nuvas se z veliko izmišljenimi dodatki pojavlja kot protagonist romanov Oče ključavnic (The Father of Locks, izdano pri založbi Dedalus Books leta 2009) in Kalifovo ogledalo (The Khalifah's Mirror, izdano leta 2012) avtorja Andrewa Killeena, v katerih je upodobljen kot vohun, ki dela za Ja'farja al-Barmakija.
V sudanskem romanu Tayeba Saliha Sezona migracij na sever (Season of Migration to the North) iz leta 1966 eden izmed glavnih protagonistov romana, Sudanec Mustafa Sa'eed, večkrat recitira Abu Nuvasovo ljubezensko poezijo, s čimer zapeljuje mlado Angležinjo v Londonu.

### Bagdad
Al-Khatib al-Baghdadi, avtor knjige o zgodovini Bagdada, je zapisal, da so Abu Nuvasa pokopali na pokopališču Shunizi v Bagdadu.
Mesto ima več predelov, ki se poimenovani po pesniku. Ulica Abu Nuvasa se vije vzdolž vzhodnega brega reke Tigris. Abu Nuvasov park se nahaja na 2,5-kilometrskem odsekom med mostom Jumhouriya in parkom, ki sega do reke Karade v bližini Mosta 14. julija.

## Svahili kultura
V svahili kulturi na vzhodu Afrike se ime Abu Nuvas pogosto pojavlja v obliki Abunuwasi. To ime je povezano s številnimi zgodbami, enako pa velja tudi za imena Nasreddin, Guha in Mullah v ljudskem izročilu in literaturi o islamski kulturi. V zgodbah je Abunuwasi prevaral pohlepne premožne ljudi in se tako maščeval za revščino drugih.
Tanzanijski umetnik Godfrey Mwampembwa (imenovan tudi Gado) je v svahilskem jeziku ustvaril strip z naslovom Abunuwasi, v katerem je predstavil tri zgodbe o njem. Delo je izdala založba Sasa Sema Publications leta 1996.